# Giuseppe Grassi (1942)
|  | No confondre amb el també ciclista Giuseppe Grassi |

Giuseppe Grassi (Seano, Carmignano, província de Prato, 5 d'octubre de 1942) va ser un ciclista italià professional del 1965 al 1971. Va destacar com a gregari, participant diferents cops al Giro d'Itàlia.

## Palmarès
- 1959
  - 1r al Giro del Montalbano
- 1960
  - 1r al Giro del Montalbano
- 1960
  - 1r al Gran Premi Cemab

### Resultats al Giro d'Itàlia
- 1966. 72è de la classificació general
- 1969. 77è de la classificació general
- 1970. 86è de la classificació general